# Damien Ségransan
Damien Ségransan, né le 27 mars 1972, est un astrophysicien français, maître d'enseignement et de recherche au sein l'équipe Exoplanètes du département d'astronomie de l'Université de Genève,. Spécialisé dans la recherche et la caractérisation d'objets substellaires et d'étoiles de très faible masse, il est le codécouvreur de nombreuses exoplanètes, en particulier par la méthode des vitesses radiales. Membre actif de l'Union astronomique internationale (UAI), il est affilié à la division A (division I avant 2012) Astronomie fondamentale de l'Union ; il était en particulier membre de la commission 8 Astrométrie de cette division jusqu'en 2015.